# Jürgen Koppelin

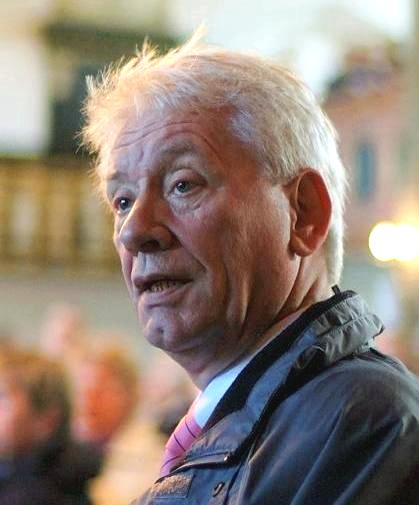
Jürgen Koppelin (2009)

Jürgen Koppelin (* 14. September 1945 in Wesselburen) ist ein deutscher Politiker (FDP). Er war von 1990 bis 2013 Mitglied des Deutschen Bundestages und dort von 1998 bis 2009 Parlamentarischer Geschäftsführer und haushaltspolitischer Sprecher seiner Partei.

## Leben
Nach der Mittleren Reife absolvierte Koppelin zunächst eine Ausbildung zum Bankkaufmann und war anschließend von 1965 bis 1969 Soldat auf Zeit beim Aufklärungsgeschwader 52 der Luftwaffe. Danach arbeitete er bis 1972 für den FDP-Bundestagsabgeordneten Walter Peters. Von 1972 bis 1981 war er als Vertriebs- und Promotionmanager bei Philips/PolyGram in Zürich und Hamburg tätig. Ab 1979 moderierte Koppelin bei Radio Bremen im wöchentlichen Wechsel mit Chris Howland Musiksendungen. 1981 wechselte er als Leitender Redakteur zum Norddeutschen Rundfunk nach Kiel. Hier moderierte er unter anderem die samstägliche Sendung Notenlotto. Von 2010 bis Ende Oktober 2012 war Koppelin beim Deutschlandradio Mitglied des Hörfunkrats als Vertreter des Landes Schleswig-Holstein. Am 19. Juli 2017 wurde Koppelin durch den schleswig-holsteinischen Landtag in den Medienrat der Medienanstalt Hamburg/Schleswig-Holstein gewählt. Im September 2022 erfolgte seine Wiederwahl. Von 2014 bis 2018 war Koppelin Schöffe beim Landgericht Kiel.
Von 1970 bis 1991 war er Mitglied der Stadtverordnetenversammlung sowie FDP-Fraktionsvorsitzender in Bad Bramstedt. 1990 und 1991 war er ehrenamtlicher Erster stellvertretender Bürgermeister.
Von 1994 bis Januar 2014 war er Mitglied im Aufsichtsrat der Gesellschaft für Technische Zusammenarbeit (GTZ), die ab 1. Januar 2011 in Gesellschaft für internationale Zusammenarbeit (GIZ) umbenannt wurde, und war von 2006 bis Dezember 2014 im Verwaltungsrat der Kreditanstalt für Wiederaufbau (KfW). Darüber hinaus engagierte er sich als Kuratoriumsmitglied von Aktion Deutschland Hilft e. V., sowie als Beirat in der Deutsch-Vietnamesischen Gesellschaft und in der Deutsch-Thailändischen Gesellschaft. Koppelin hat aktiv das Projekt von Daniel Barenboim in Berlin gefördert eine Akademie für Nachwuchsmusiker aus dem Nahen Osten, die Barenboim-Said-Akademie (Geschäftsführer Michael Naumann) zu schaffen. Koppelin ist Mitglied im „Trägerverein KZ Kaltenkirchen“.
Ab 1996 bis 2004 war er Mitglied des Kuratoriums der bundesunmittelbaren Otto-von-Bismarck-Stiftung in Friedrichsruh im Sachsenwald.
Von 2013 bis November 2015 war Koppelin ehrenamtlicher Vorsitzender des Beirates der Treuhänderischen Stiftung zur Unterstützung besonderer Härtefälle in der Bundeswehr und der ehemaligen NVA (Härtefall-Stiftung), die auf seine Initiative hin gegründet wurde. Von Februar 2015 bis März 2020 war Koppelin Vorsitzender des DRK-Ortsvereins Bad Bramstedt, von November 2015 bis Dezember 2020 war Koppelin stellvertretender DRK-Kreisvorsitzender Segeberg. Von 1990 bis 1994 war Koppelin Landesvorsitzender der Lebenshilfe Schleswig-Holstein. Seit Juli 2023 ist Koppelin einer der Vertreter der Stadt Bad Bramstedt im Wegezweckverband der Gemeinden des Kreises Segeberg.
Jürgen Koppelin ist evangelisch, verheiratet und Vater von zwei Töchtern. Koppelin wohnt in Bad Bramstedt und in Sankt Peter-Ording. Seine Nichte ist die Bremer Professorin Dr. Frauke Koppelin.

## Partei
Koppelin ist seit 1962 Mitglied der FDP. Er war von 1979 bis 1983 und von 1993 bis 2007 Mitglied des FDP-Bundesvorstands. Von 2003 bis 2005 gehörte er außerdem dem Präsidium der FDP an, verzichtete nach zwei Jahren aber auf eine Wiederwahl und schlug Philipp Rösler als seinen Nachfolger vor, der daraufhin auf dem 56. Parteitag der FDP in das Präsidium der FDP gewählt wurde.
Nach dem Rücktritt von Wolfgang Kubicki wurde Koppelin 1993 zum Landesvorsitzenden der FDP Schleswig-Holstein gewählt. Dieses Amt übte er bis November 2011 aus. In dieser Funktion führte er für die FDP im Oktober 2009 mit dem CDU-Vorsitzenden Peter Harry Carstensen die Verhandlungen zur Bildung einer schwarz-gelben Koalition in Schleswig-Holstein. Seit November 2011 ist er Ehrenvorsitzender der FDP in Schleswig-Holstein.

## Abgeordneter

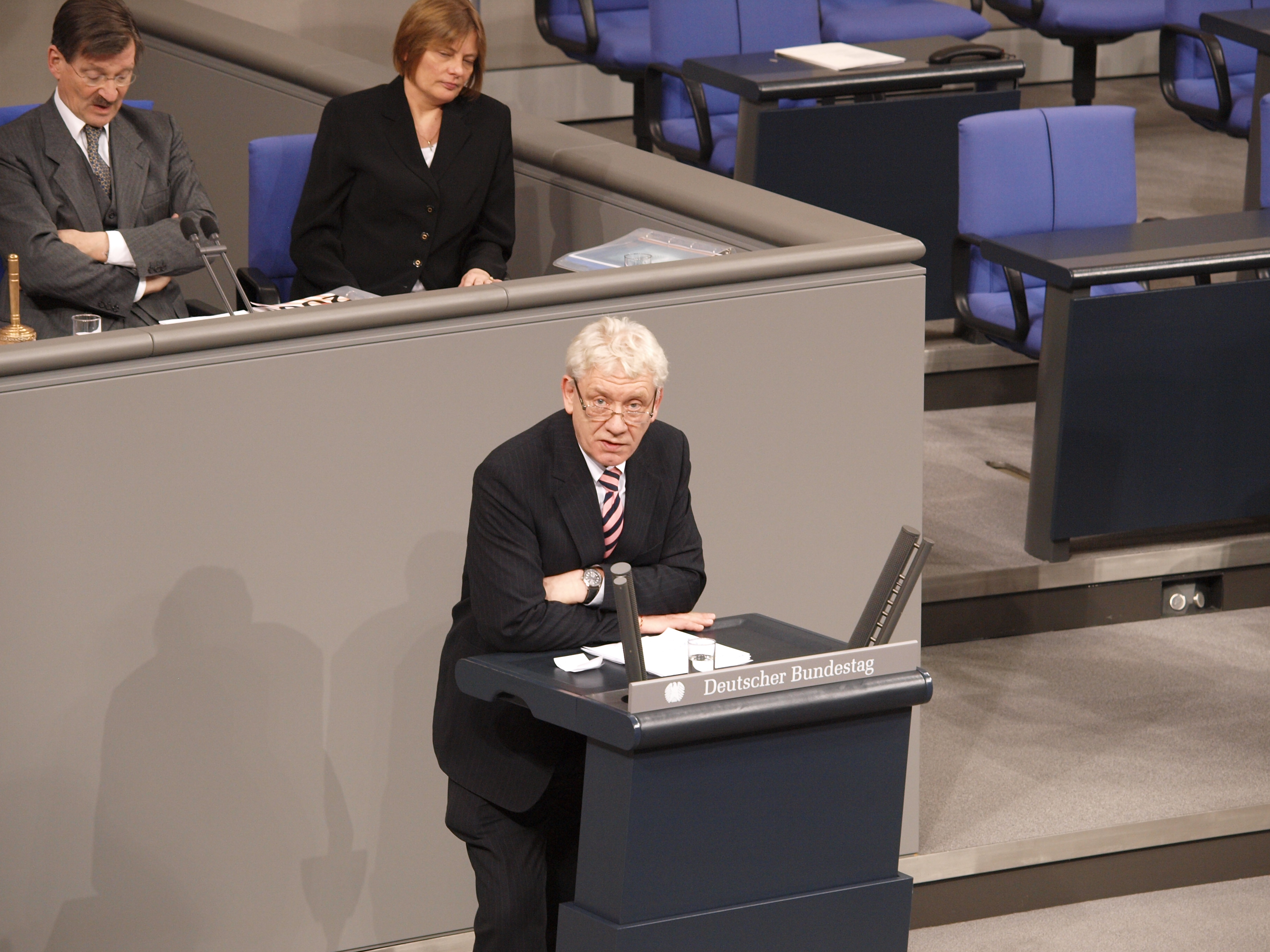
Jürgen Koppelin im Plenum des Deutschen Bundestages (2010)

Von 1990 bis 2013 war Koppelin Mitglied des Deutschen Bundestages und dort von 1998 bis 2009 Parlamentarischer Geschäftsführer und haushaltspolitischer Sprecher seiner Partei als Nachfolger von Günter Rexrodt. In dieser Zeit sorgte er dafür, dass die FDP-Fraktion als einzige einen Sozialplan für ihre Mitarbeiter entwickelte, der dann 2013 nach dem Scheitern der Partei an der Fünfprozenthürde umgesetzt wurde. Von 2009 bis 2013 war Koppelin Obmann der FDP im Haushaltsausschuss.
Von 1991 bis 2013 war er Stellvertretender Vorsitzender der Deutsch-ASEAN-Parlamentariergruppe im Deutschen Bundestag und von 2002 bis 2013 Vizepräsident der Deutschen Parlamentarischen Gesellschaft.
Er war von 1998 bis 2009 Parlamentarischer Geschäftsführer der FDP-Bundestagsfraktion und anschließend bis 2011 stellvertretender Fraktionsvorsitzender.
Jürgen Koppelin ist stets über die Landesliste Schleswig-Holstein in den Bundestag eingezogen. Er war Mitglied der 10. bis einschließlich der 15. Bundesversammlung zur Wahl des Bundespräsidenten. Von 1991 bis 2013 war Koppelin Mitglied des Gremiums für Fragen der deutschen Minderheit in Nordschleswig (Dänemark) beim Schleswig-Holsteinischen Landtag.
Als einer von nur drei FDP-Abgeordneten stimmte Jürgen Koppelin am 28. Oktober 2010 gegen die Verlängerung der AKW-Laufzeiten. Ebenso stimmten Koppelin und drei weitere FDP-Bundestagsabgeordnete am 1. März 2013 gegen das Leistungsschutzgesetz (Urheberrechtsgesetz). Koppelin nahm 2012/2013 mehrfach in Kambodscha am Rote-Khmer-Tribunal teil, zu dessen Hauptsponsoren Deutschland im Rahmen der UN gehörte.
Auf Antrag von Koppelin beschloss der Haushaltsausschuss des Bundestages im Oktober 2012, gegen den Widerspruch des BMVg, die Anschaffung von leichten Hubschraubern (H145M) um diese den KSK Einsatzkräften der Bundeswehr bereitzustellen. Im August 2021 kamen einige davon in Kabul zum Einsatz.
Am 10. Mai 2011 kandidierte Koppelin erneut als stellvertretender FDP-Bundestagsfraktionsvorsitzender und unterlag bei der Abstimmung seinem Gegenkandidaten Volker Wissing. Zuvor hatte er in einem Papier indirekt den Rücktritt der Fraktionsvorsitzenden Birgit Homburger gefordert.
Koppelin trat bei der Bundestagswahl 2013 nach 23 Jahren im Bundestag nicht mehr an.

## Ehrungen und Auszeichnungen
- 2009 Ehrendoktorwürde der National Economics University in Hanoi/Vietnam[4] 2015 wurde er von HRH Prinzessin Maha Chakri Sirindhorn mit dem „The Most Noble Order of the Crown of Thailand“ (deutsch: Der sehr ehrenwerte Orden der Krone von Thailand) ausgezeichnet. 2004 erhielt er im Beisein von Bundespräsident Johannes Rau das Offizierskreuz des Verdienstordens der Republik Ungarn.

## Sonstiges
- In der Comedy-Serie Stenkelfeld des NDR-Hörfunks, spielt die fiktive Jürgen-Koppelin-Bildungsstätte eine wichtige Rolle.
- Koppelin veröffentlichte als Autor oder Mitautor Beiträge über das Wirken der thailändischen Prinzessin Maha Chakri Sirindhorn.